# Manětín
Manětín (deutsch Manetin) ist eine Kleinstadt in Tschechien. Die als Barockperle Westböhmens bezeichnete Stadt befindet sich 29 Kilometer nordnordwestlich von Pilsen.

## Geographie
Die Stadt liegt in den nordwestlichen Ausläufern des Rakonitzer Hügellandes im Tal des Manětínský potok. Hausberg der Stadt ist der langgestreckte Chlumská hora (650 m) im Nordwesten. In Manětín kreuzen sich die Staatsstraßen 201 zwischen Planá und Kralovice sowie die 205 zwischen Město Touškov und Žlutice.
Nachbarorte sind Chlum im Norden, Stvolny, Hrádek und Brdo im Nordosten, Česká Doubravice und Vladměřice im Südosten, Lipí, Dolní Lipí und Radějov im Süden, Nové Městečko und Nečtiny im Südwesten, sowie Lešovice, Doubravice und Újezd im Westen.

## Geschichte
Manětín wurde 1169 erstmals urkundlich erwähnt, als Vladislav II. den Ort dem Johanniterorden überließ, die dort 1187 eine Kommende errichteten. Wegen seiner Lage am Handelsweg von Eger nach Prag erlangte der Ort Bedeutung und erhielt 1235 durch Wenzel I. eigene Gerichtsbarkeit und das Recht zur Befestigung verliehen.
1420 verlieh König Sigismund Manětín an seinen Heerführer Bohuslav von Schwanberg. Unter den Schwanbergern wurde Manětín zum Sitz einer großen Herrschaft, zu der die Dörfer Vladměřice, Doubravice, Štichovice, Křečov, Osojno, Pláně, Hodovíz, Hvozd, Lité, Radějovice, Chlum, Luková, Domašín, Křelovice, Líchov, Blažim, Krsy, Polínka, Kejšovice, Ostrov, Trhomné, Umíř, Chudeč, Dolní Jamné, Újezd, Pšov und Brdo gehörten. 1544 verkaufte Heinrich von Schwanberg den Besitz an Wolf den Jüngeren Kraiger von Kraigk, dem er 1547 wegen Beteiligung am Aufstand gegen Ferdinand I. konfisziert wurde. Ferdinand verkaufte Manetin 1548 an Hieronymus Schlick von Weißenkirchen und Rabenstein. Dessen Sohn Joachim von Schlick verkaufte Manetin 1560 an Hieronymus d. Ä. von Hrobschitz. Unter den Hrobschitzer erfolgte der Umbau der alten Feste zum Renaissanceschloss. 1617 kaufte Christoph Karl Roupovský von Ruppau die Herrschaft Manětín. Nach der Schlacht am Weißen Berg wurden Roupovskýs Herrschaften Manětín sowie Herálec mit Humpolec konfisziert, 1622 erwarb Esther Lažanská von Buggau die Herrschaft Manětín.
Unter Wenzel Josef Lažanský von Buggau (Lažanský z Bukové) und dessen Sohn Maximilian Josef erfolgte die Umgestaltung der Stadt im Barockstil. Auch das Schloss erhielt nach dem Stadtbrand von 1712, der außer dem Schloss noch große Teile Stadt einschließlich der Kirche vernichtet hatte, durch den Baumeister Johann Blasius Santini-Aichl ein barockes Aussehen. In Manetin wirkten bedeutsame Künstler des Barock wie Christian Philipp Bentum, Thomas Haffenecker, Peter Johann Brandl und Jean Baptiste Mathey sowie der Organist Johann Josef Brixi. Bis 1945 blieb das Schloss im Besitz der Grafen Lažanský.

## Ortsgliederung
Die Stadt Manětín besteht aus den Ortsteilen Brdo (Worda), Česká Doubravice (Böhmisch Dobrawitz), Hrádek (Ratka), Kotaneč (Kotantschen), Lipí (Lippen), Luková (Lukowa), Manětín (Manetin), Mezí (Mösing), Rabštejn nad Střelou (Rabenstein an der Schnella), Radějov (Röding), Stvolny (Zwolln), Újezd (Aujest), Vladměřice (Steindorf), Vysočany (Wissotschan) und Zhořec (Hurz).

## Sehenswürdigkeiten
Die Stadt Manětín wird als Barockperle Westböhmens bezeichnet. Zu den bedeutendsten Bauwerken der Stadt gehören:
- Schloss Manětín, nach einem Brand 1712 durch Johann Blasius Santini-Aichl im Barockstil neugestaltet, dient heute als Museum und Galerie
- Wallfahrtskirche der Hl. Barbara, nach Plänen von Jean Baptiste Mathey mit Orgel von Leopold Spiegel (1721)[2]
- Kirche Johannes des Täufers, gotisches Bauwerk mit Orgel von Johann Leopold Burkhardt (um 1719)[3] und Gemälden von Peter Johann Brandl
- barocke Bürgerhäuser am Markt

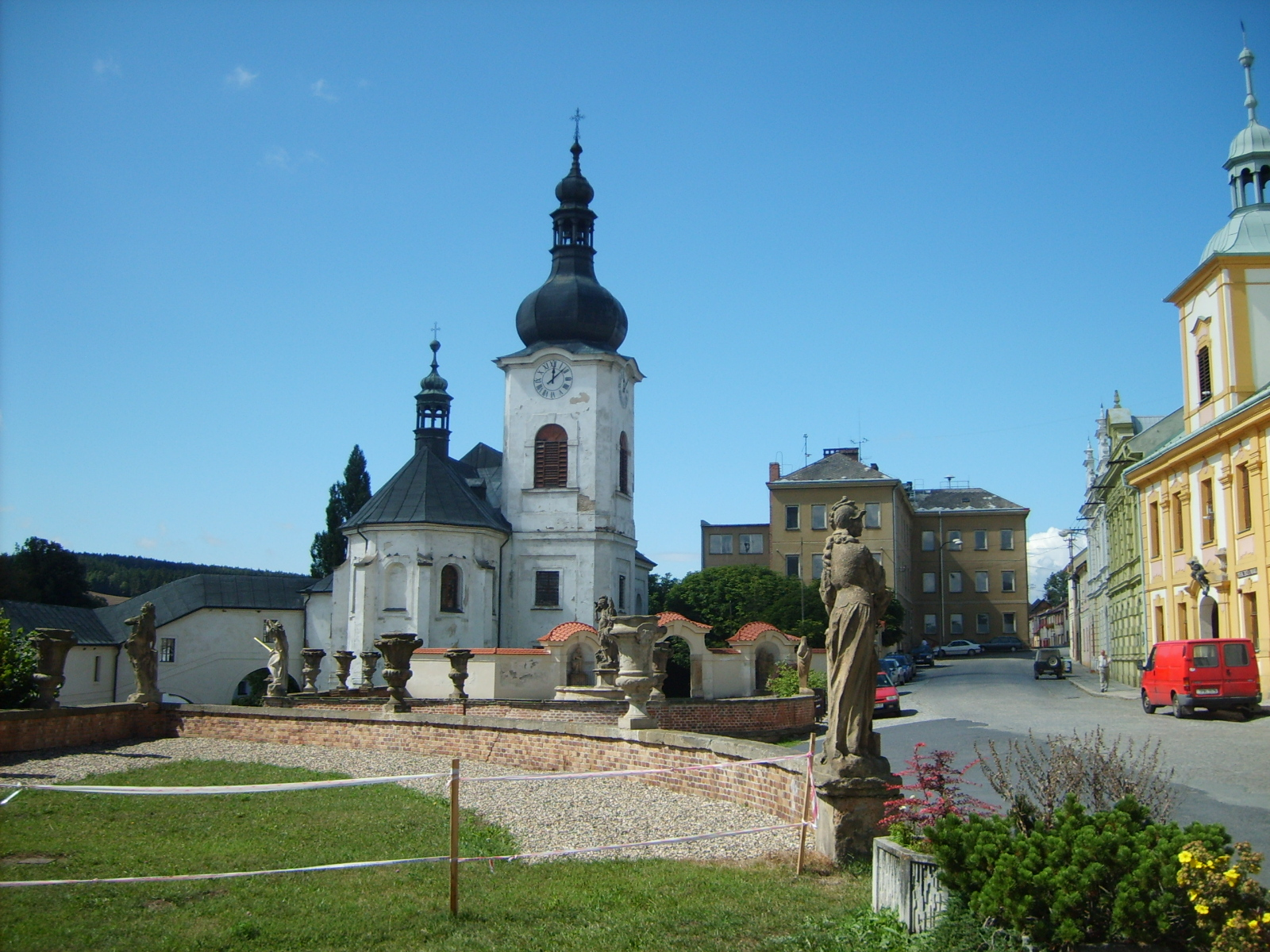
Marktplatz von Manětín
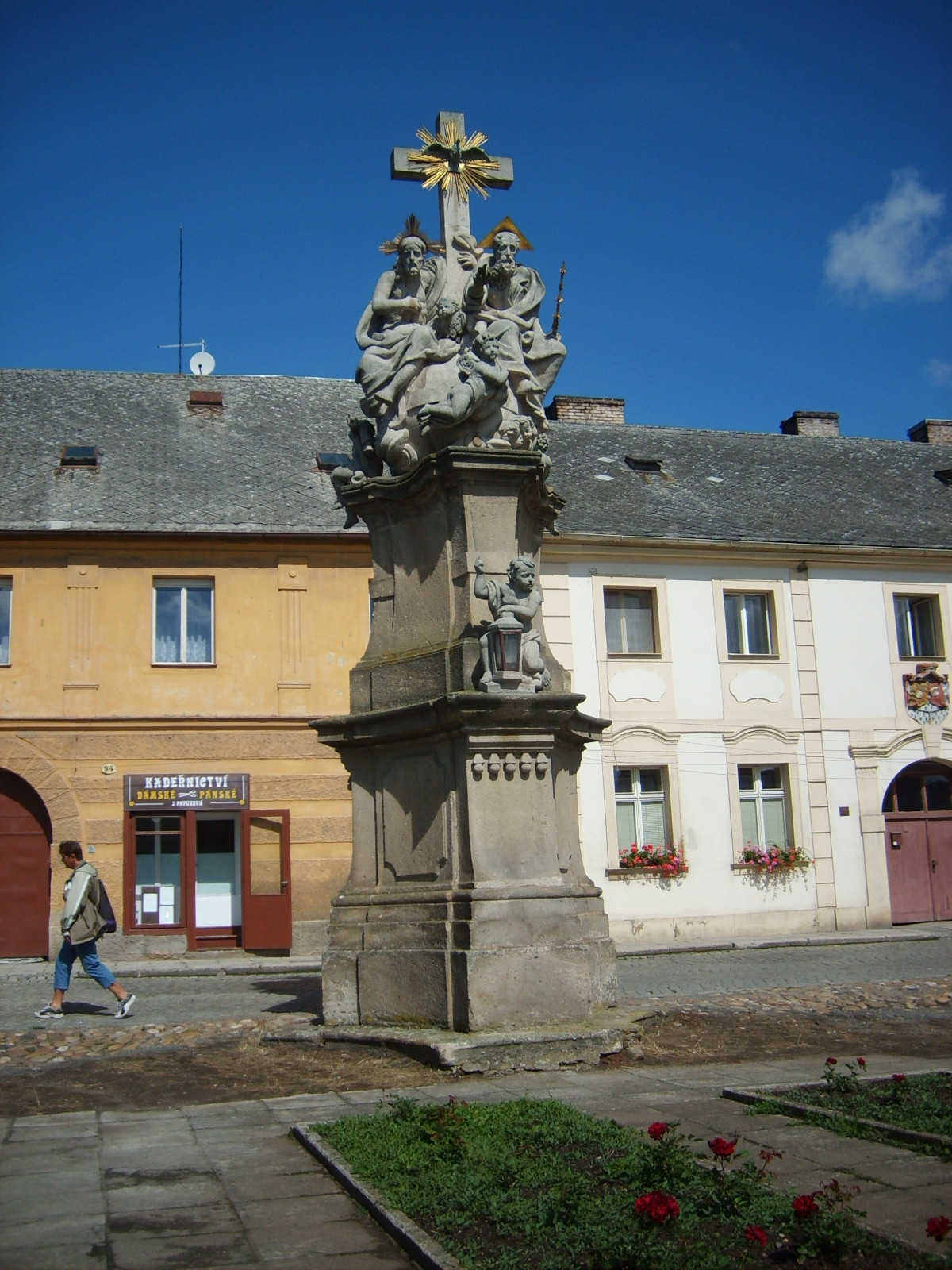
Statue auf dem Marktplatz
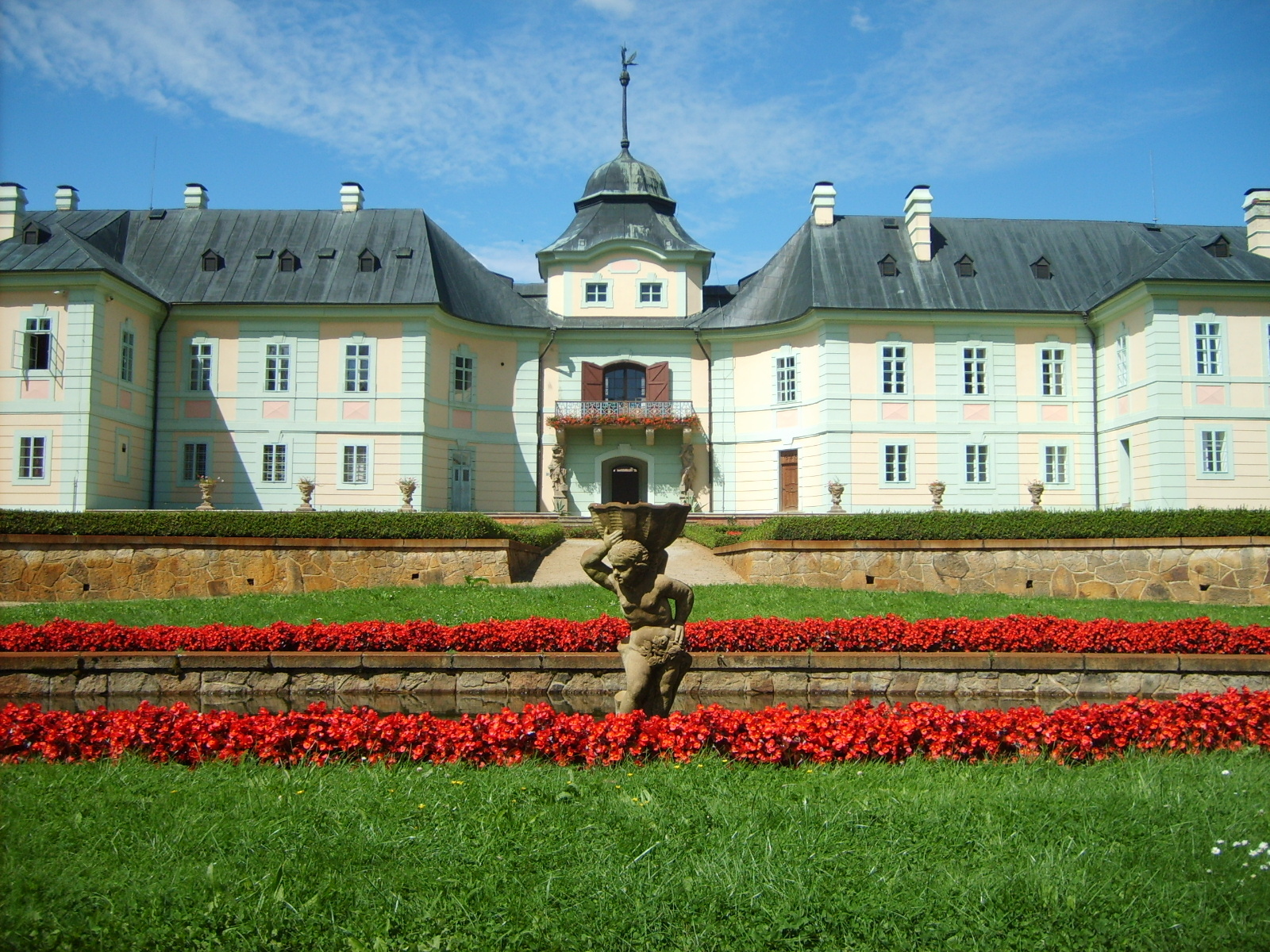
Schloss

## Söhne und Töchter der Stadt
- Hieronymus der Jüngere Hrobschitzky von Hrobschitz (vor 1556–1603), Besitzer von Manetin
- Josef Antonín Planický (1691–1732), Komponist
- Jeroným Brixi (1738–1803), Organist, Kantor und Komponist
- Vladimír Sirůček (* 1929), Fotograf und Grafiker